# Ditrichum cornubicum
Ditrichum cornubicum là một loài rêu trong họ Ditrichaceae. Loài này được Paton mô tả khoa học đầu tiên năm 1976.